# RTL Travel
RTL Travel is een reisprogramma dat tot 2009 op RTL 5 werd uitgezonden. In dit programma bezochten presentatoren verschillende locaties over de hele wereld.
Van 2001 tot 2005 was het programma te zien op Yorin en heette het Yorin Travel. In 2005 verhuisde het programma naar RTL 5 en kreeg het elk seizoen een ander thema waarop werd gericht, waaronder: RTL Travel's Hotlist (2006), RTL Travel Adrenaline (2007) en RTL Travel: Share Your Planet (2008).

## Formats

### RTL Travel: Share Your Planet
RTL Travel: Share Your Planet werd uitgezonden in 2008.
Na het zevende seizoen van RTL Travel  keerde het programma voor het achtste seizoen terug naar de basis. Na de spanning en de kicks die centraal stonden in RTL Travel Adrenaline, stond het programma dit seizoen in het teken van zeven redenen om een land te bezoeken. Er waren tien afleveringen. Het programma onderging een forse budgetachteruitgang, waarbij de afleveringen werden verkort tot 25 minuten. Hierdoor was er in elke aflevering ruimte voor één reis.

### RTL Travel Adrenaline
RTL Travel Adrenaline werd uitgezonden in 2007.
Na de overgang van Floortje Dessing naar Llink en de tegenvallende kijkcijfers was het lang onduidelijk of RTL Travel in 2007 zou terugkeren. In september 2007 werd bekendgemaakt dat er wel degelijk een nieuw seizoen zou komen, waarbij het oorspronkelijke Travel gecombineerd zou worden met een kick. Tevens zou presentator Beau van Erven Dorens de plek van Floortje Dessing opvullen. Dit droeg bij aan het stoere imago van RTL 5, en hiermee werd het minder succesvolle format van RTL Travel's Hotlist afgedaan.
Overigens heeft Floortje Dessing later aangegeven dat ze niet achter het format van RTL Travel Adrenaline staat.

### RTL Travel's Hotlist
RTL Travel's Hotlist werd uitgezonden in 2006.
In RTL Travel's Hotlist werd wekelijks een top 10 van reisbestemmingen doorgenomen. Enkele onderwerpen die als top 10 werden behandeld zijn bijzonder overnachten, bijzonder bloot en ecobestemmingen. In elke aflevering werd zowel gebruikgemaakt van nieuw als oud RTL Travel-materiaal. Het onderscheid werd gemaakt door de "reistip", die uit korte impressies van oud materiaal bestond, en het "reisverslag", waarin een nieuwe reis werd gemaakt. Elke uitzending bestond uit 7 reistips en 3 reisverslagen.
RTL Travel's Hotlist had een aanzienlijk kleiner budget dan het originele format, dit als gevolg van dalende kijkcijfers. Tevens moest het programma beter aansluiten bij het imago van RTL 5, dit tot spijt van de makers van het programma, die niet tevreden waren met het nieuwe format.

### RTL/Yorin Travel
RTL Travel werd uitgezonden van 2005 tot 2006. Daarvoor heette het programma Yorin Travel en werd het uitgezonden bij Yorin.
Het programma richtte zich voornamelijk op reizen naar niet heel toeristische locaties, of plaatsen waar weinig Nederlanders komen. In het programma was naast aandacht voor natuur of stad ook aandacht voor interessante uitgaansmogelijkheden en verschillende hotels. Hierbij werden vaak hotels in verschillende prijsklassen behandeld. Aan het eind van de reportage werd getoond hoeveel geld een dergelijke reis kost en bijvoorbeeld of vaccinaties noodzakelijk zijn. Een uitzending duurde een uur en was opgedeeld in vier blokken waarin twee reisverslagen werden getoond. Vaak was het verslag van een bepaalde bestemming over meerdere afleveringen verdeeld.
Vaste onderdelen van het programma waren de Grand Tour, waarin een lange reis werd gemaakt die gedurende een aantal weken werd uitgezonden. Daarnaast was er het onderdeel You're in Charge waarin een kijkersvraag werd behandeld. Dit onderdeel werd in 2005 regelmatig ingevuld door gastreizigers, waaronder Roeland Fernhout, die in het seizoen erna aan de vaste reizigers werd toegevoegd. Tevens was er aandacht voor goedkope reizen in het onderdeel Best Budget. Verder werd er elke week een verre reis gemaakt in het onderdeel Great Adventure.
In het vijfde seizoen van RTL Travel, dat te zien was op RTL 5 in plaats van Yorin, werden de vaste onderdelen los gelaten. Vanaf dit seizoen werd elke aflevering gekenmerkt door twee reizen.

## Presentatie
- Chimène van Oosterhout (2001-2003)
- Floortje Dessing (2001-2007)
- Renate van der Zalm (2001-2002)
- Sonja Silva (2001-2002)
- Chris Zegers (2001-2009)
- Romeo Egbeama (2002-2005)
- Lotte Verlackt (2002-2005)
- Claire Brouwer (2002-2003)
- Tom Rhodes (2003-2004)
- Roeland Fernhout (2005-2008)
- Daphne Bunskoek (2005-2008)
- Renate Verbaan (2006-2009)
- Beau van Erven Dorens (2007-2008)
- Tamara Brinkman (2008-2009)
- Seth Kamphuijs (2008-2009)
- Dennis Weening (2008-2009)